# 9. Międzynarodowy Festiwal Filmowy w Cannes
9. Festiwal Filmowy w Cannes odbył się w dniach 23 kwietnia–10 maja 1956 roku. Imprezę otworzył pokaz francuskiego filmu Maria Antonina, królowa Francji w reżyserii Jeana Delannoy.
Jury pod przewodnictwem francuskiego reżysera Maurice'a Lehmanna przyznało nagrodę główną festiwalu, Złotą Palmę, francuskiemu filmowi dokumentalnemu Świat milczenia w reżyserii Jacques-Yves'a Cousteau i Louisa Malle'a.

## Jury Konkursu Głównego
- Maurice Lehmann, francuski reżyser − przewodniczący jury[2]
- Arletty, francuska aktorka
- Jean-Pierre Frogerais, francuski producent filmowy
- Henri Jeanson, francuski scenarzysta
- Domenico Meccoli, włoski krytyk filmowy
- Otto Preminger, amerykański reżyser
- James Quinn, dyrektor British Film Institute
- Roger Régent, francuski krytyk filmowy
- María Romero, chilijska dziennikarka
- Louise de Vilmorin, francuska pisarka
- Siergiej Wasiljew, rosyjski reżyser

## Filmy na otwarcie i zamknięcie festiwalu
|             | Tytuł                           | Reżyseria        | Kraj    |
| ----------- | ------------------------------- | ---------------- | ------- |
| Otwierający | Maria Antonina, królowa Francji | Jean Delannoy    | Francja |
| Zamykający  | Dach                            | Vittorio De Sica | Włochy  |